# Djebe (Meri)
Pour les articles homonymes, voir Djebe.
Djebe est un village du Cameroun situé dans la commune de Meri, le département du Diamaré et la Région de l'Extrême-Nord. Il se subdivise en deux groupements, Djebe-Guiziga et Djebe-Moufou, dépendant tous les deux du canton de Kalliao.

## Localisation
Le village de Djebe est localisé à 3°15‘0"N et 13°35‘59"E et se trouve à 690 mètres d’altitude. Les villes les plus proches à égales distances sont Djenoun, Abakoum et Nkolounge (1,85 km). Les plus éloignées dans cette contrée sont Lomié et Ngoulmokong toutes deux distantes de 9,45 km.

## Population
Lors du dernier recensement de 2005, la population de Djebe était estimée à 999 habitants pour les deux groupements, soit 513 hommes (51,35%) pour 486 femmes (48,65%). La population de Djebe-Guiziga est majoritaire avec 916 personnes, dont 474 hommes pour 442 femmes, alors que celle de Djebe-Moufou est constituée de 83 habitants dont 39 de sexe masculin et 44 de sexe féminin.
Comme leurs noms l'indiquent, Djebe-Guiziga est principalement peuplée de Guiziga et Djebe-Moufou de Mofu.

## Économie

### Éducation
Sur le plan de l’éducation, Djebe comprend des écoles publiques créées à partir de l’année 1987, dont l’état des bâtiments est jugé très mauvais. Aucune infrastructure n’y est aménagée, allant des latrines, aux clôtures, en passant par les points d’eau, décharges d’ordures.

### Initiatives de développement
En 2016 la localité de Djebe est classée 14e dans l’ordre de financement de la commune. Les projets prioritaires listés dans le plan de développement communal prévoient entre autres : la réalisation d’un forage, la construction du Centre de Santé de Djebe-Guiziga, la construction d’un bloc de deux salles de classe à l’École Publique de Djebe-Guiziga, l’aménagement de l’axe-routier Djebe-Godola, l’étude de faisabilité pour le branchement de Djebe à l’énergie électrique, la construction de magasins de stockage d’oignons, la facilitation des conditions d’accès à l’eau potable.